# 調布市立杉森小学校
調布市立杉森小学校（ちょうふしりつ すぎもりしょうがっこう）は東京都調布市染地にある公立小学校。
全校生徒694人(2017年現在)の小学校。以前、全校生徒が700人を超えたマンモス校だった。その人数は周辺のマンションと共に増え続け、大きな学校へとなっている。
校歌は草野心平作詞、林良夫作曲。

## 沿革
- 1972年（昭和47年）4月1日 - 調布市立染地小学校・調布市立富士見台小学校より分離開校[3]。
- 1981年（昭和56年）4月1日 - 調布市立布田小学校が分離独立[4]。

## 通学区域
- 国領町6丁目・7丁目（1～30番）、染地2丁目（ライオンズマンションA・B棟を除く）・3丁目（1～14番＜多摩川住宅ロ・ホ・ト号棟を除く＞）[5]